# Formule de Hopkinson
La formule de Hopkinson est une équation d'électromagnétisme qui permet de calculer la force magnétomotrice dans un circuit magnétique.

## La formule
F = R × Φ 
où :
- F = force magnétomotrice (en ampères-tours) ;
- R = réluctance du circuit magnétique (en henrys à la puissance moins un, H-1) ;
- Φ = flux (en webers, Wb).